# 刘澜波
刘澜波（1904年—1982年3月），原名刘玉田，字澜波，曾用名刘烈、刘兰坡，辽宁凤城人，中华人民共和国政治人物。

## 生平
刘澜波是熱河省政府主席劉多荃的幼弟，早年就学于天津南开中学、北京大学。1931年，在辽东参加东北义勇军抗日，此后担任中共东北军工作委员会骑兵二师委组织部长等职。西安事变后，担任西北军政委员会党政处科长等。后任中共辽东省委委员。1948年6月，东北行政委员会任命刘澜波为安东省政府主席。:8630此后历任中共安东省委书记、中共辽东省委书记。1950年，担任中央燃料工业部副部长。1955年，担任中国电力工业部部长。1958年，任中国水利电力部副部长。文化大革命期间蒙难。1979年复出，担任中国电力工业部部长。1981年3月，任中国国务院顾问。